# 갸충캉산
갸충캉산(Gyachung Kang)은 히말라야산맥의 산으로 에베레스트 산(8,848m)과 초오유(8,201m) 사이에서 가장 높은 봉우리이다. 네팔과 중국의 국경에 위치한다. 세계에서 15번째로 높은 봉우리이며, 8000미터 봉우리를 제외하고는 가장 높다. 1964년 4월 10일, 일본 등반대가 처음 등정에 성공했다.